# Trajetória (álbum)
Trajetória é um álbum de estúdio da cantora e compositora brasileira Elza Soares, lançado em 1997 pela Universal Music Brasil e com produção musical de José Milton.

## Antecedentes
Após morar por quase uma década nos Estados Unidos depois da morte de seu filho Garrinchinha, Elza Soares retornou ao Brasil e ao cenário musical. Em 1997, ela gravou com João de Aquino o álbum Elza Soares & João de Aquino, que só saiu em 2021. Além disso, também gravou Trajetória.
Na época, ela disse:

Meu filho morreu, me descontrolei totalmente. Larguei tudo e fui embora para a América, completamente sozinha. Eu estava muito chata. Fui para Paris, Roma. Até que disse: "Gente, vou voltar para o Brasil". Não acredito que exista alguém mais patriota que eu. Chego a ser nojenta. Olhava Paris, dizia: "Não parece o Brasil". Ia para Londres, Londres é cinzenta. Nova York: "Não gosto, não".

## Produção
Com produção musical de José Milton, Trajetória trouxe 14 músicas e a participação de Zeca Pagodinho em "Sinhá Mandaçaia".
Em entrevista dada a Folha de S.Paulo, Elza comentou o álbum em 1997: "É um novo início. É uma mulher com muita vida, depois de umas pedras que interromperam a trajetória. Mas eu dei a volta".
O álbum foi lançado tempos antes da primeira biografia de Elza, Cantando para Não Enlouquecer, escrita por José Louzeiro.

## Lançamento e recepção
| Críticas profissionais | Críticas profissionais |
| Avaliações da crítica  | Avaliações da crítica  |
| Fonte                  | Avaliação              |
| ---------------------- | ---------------------- |
| Folha de S.Paulo       | (favorável)            |
| Allmusic               | [ 5 ]                  |

Trajetória foi lançado em 1997 pela Universal Music Brasil. O álbum recebeu uma avaliação favorável da Folha de S.Paulo. O álbum, segundo a crítica, "flagra o mesmo talento em estado bruto exibido nas últimas quase quatro décadas, de uma cantora de voz inigualável que sempre fez questão de agir como gata selvagem, maltratando cordas vocais com sublimes e agressivos vocalises jazzísticos". Para Alvaro Neider, no Allmusic, "os músicos de apoio estão entre os melhores do Brasil, todos muito bem familiarizados com a verdadeira tradição do samba, choro e gafieira; os arranjos e execução são simplesmente perfeitos".
Apesar da boa recepção com a crítica, o álbum foi um fracasso comercial e Elza queixou-se do projeto não ter sido divulgado pela gravadora. Em 1999, ela fez críticas a Universal, dizendo que:
Não trabalharam, o CD ficou naquilo. A gravadora tinha proposta de dois trabalhos. O primeiro CD foi lindo, mas ficou nisso. Foi um pecado. Mas não posso parar, meu amor. Preciso viver, preciso cantar, preciso da minha arte. Vivo disso. Como é que vou ficar parada aqui, chupando o dedo, com tudo que Deus me deu, sendo "filha" do Louis Armstrong, substituindo Ella Fitzgerald, abrindo show para Sarah Vaughan e Sammy Davis Jr.? Pô, com licença. Não deram nenhuma desculpa, não fizeram nada. Rescindiram o contrato. Não estou falando que nasci na contramão, mulher, negra e pobre? Eu vivo na contramão, meu irmão. Sou brasileira.

## Faixas
A seguir lista-se as faixas, compositores e durações de cada canção de Trajetória:
| N.º            | Título                                   | Compositor(es)                      | Duração |  |
| 1.             | "Rio de Janeiro"                         | Guinga Aldir Blanc                  | 4:29    |  |
| 2.             | "Estou lhe Devendo um Sorriso"           | Serafim Adriano                     | 4:11    |  |
| 3.             | "Sinhá Mandaçaia" (part. Zeca Pagodinho) | Almir Guineto Luverci Ernesto       | 3:35    |  |
| 4.             | "Bom Dia"                                | Herivelto Martins Aldo Cabral       | 2:58    |  |
| 5.             | "Justa Causa"                            | Noca da Portela Toninho Nascimento  | 3:06    |  |
| 6.             | "Dói Demais"                             | Everaldo Cruz Nei Lopes             | 4:19    |  |
| 7.             | "Boato"                                  | João Roberto Kelly                  | 3:40    |  |
| 8.             | "Trajetória"                             | Arlindo Cruz Serginho Meriti Franco | 4:09    |  |
| 9.             | "Lá no Alto da Colina"                   | Domenil                             | 2:53    |  |
| 10.            | "Liberdade Para Amar"                    | Elza Soares Iberê Melodia           | 3:23    |  |
| 11.            | "Chuvas de Verão"                        | Fernando Lobo                       | 3:17    |  |
| 12.            | "Cuidado, Mané"                          | Luiz Grande Ari do Cavaco           | 3:25    |  |
| 13.            | "Mais Uma Ilusão"                        | Alvinho Santos Beto Menezes         | 3:25    |  |
| 14.            | "O Meu Guri"                             | Chico Buarque                       | 4:55    |  |
| Duração total: | Duração total:                           | Duração total:                      | 51:47   |  |